# ACE-inibitore

Captopril, il prototipo di tutti gli ACE inibitori.

Gli ACE-inibitori sono farmaci che trovano impiego specialmente nella terapia dell'ipertensione arteriosa, del post-infarto del miocardio e dell'insufficienza cardiaca cronica. Questi farmaci sono inibitori dell'enzima di conversione dell'angiotensina (ACE, ossia angiotensin converting enzyme), che fa parte di una cascata regolatrice della pressione arteriosa (sistema renina-angiotensina-aldosterone). Composti ACE-inibitori sono stati per la prima volta messi in evidenza nel veleno di serpenti. Si riconoscono perché terminano con il suffisso -pril.
Quelli più importanti usati in terapia sono il captopril, l'enalapril, il lisinopril, perindopril e il ramipril. Anche a causa del loro grande significato terapeutico, questi farmaci sono tra quelli più venduti in assoluto.

## Chimica
La struttura degli ACE-inibitori, quali il captopril, l'enalapril e i loro derivati, è imparentata con quella del peptide isolato dal veleno del serpente brasiliano Bothrops jararaca (ferro di lancia), il BPP5a (da Peptide potenziante la Bradichinina;).
La sequenza tripeptidica presente nel BPP5a è composta dai tre amminoacidi triptofano-alanina-prolina è stata riconosciuta come componente attiva.
Poiché il BPP5a e il tripeptide vengono degradati molto velocemente nell'organismo, sono state apportate numerose modifiche alla molecola, per prolungarne la durata d'azione. A questo scopo, la sequenza triptofano-alanina-prolina è stata sostituita dalla sequenza fenilalanina-alanina-prolina, simile ma più stabile. L'aggiunta di una struttura analoga a quella dell'acido succinico o a quella dell'acido glutarico ha conferito ulteriore stabilità, rafforzando l'effetto inibente sull'enzima di conversione dell'angiotensina.
Gli ACE-inibitori si dividono a seconda della struttura chimica in:
- contenenti un gruppo sulfidrilico (captopril, zofenopril, alcepril, pivalopril)
- contenenti un gruppo carbossilico (enalapril, lisinopril, quinapril, ramipril, perindopril)
- contenenti un gruppo fosfinico (fosinopril).

Le differenze tra queste categorie stanno nella potenza, nella modalità di inibizione, nella farmacocinetica, nell'essere o meno pro-farmaci.
Con l'eccezione del captopril e del lisinopril, tutti gli ACE-inibitori usati in terapia sono profarmaci e vengono attivati solo all'interno dell'organismo. Nel caso dell'enalapril, questo avviene tramite scissione del gruppo etilico ad opera di esterasi, da cui deriva la forma attiva, l'enalaprilato, con un gruppo carbossilico libero.
Sono per lo più eliminati a livello renale, pertanto sono poco sensibili a patologie epatiche.
Gli effetti di questi farmaci sono dipendenti dalla quantità di angiotensina circolante e, risalendo a monte, della renina. Pertanto in pazienti con alti livelli di renina (sodio-depleti o con scompenso cardiaco) è necessario iniziare la terapia con dosi basse di farmaco onde evitare effetti eccessivi o dannosi.

## Storia
La prima pietra per lo sviluppo degli ACE-inibitori venne posta nel 1956 da Leonard T. Skeggs, con la spiegazione della funzione dell'enzima di conversione dell'angiotensina (ACE). All'inizio, il significato di questo enzima per la regolazione della pressione arteriosa venne sottovalutato.
A 14 anni dalla scoperta dell'enzima di conversione dell'angiotensina (1970), il farmacologo Sergio H. Ferreira trovò che il veleno del serpente Bothrops jararaca (ferro di lancia) causava in vitro inibizione di questo enzima. Con il pentapeptide contenuto in questo veleno di serpente, BPP5a, venne subito isolato uno dei componenti attivi.
Siccome il BPP5a nell'organismo è molto instabile, cominciò quasi contemporaneamente la ricerca di un inibitore dell'enzima più potente e stabile. Un primo successo si ebbe nel 1971, con la scoperta dell'effetto ACE-inibente del nonapeptide teprotide. Il successivo sviluppo clinico del teprotide venne, però, abbandonato due anni dopo, a causa di mancanza di interesse commerciale da parte dei produttori.
Parimenti all'inizio degli anni '70, fu possibile chiarire la struttura attiva dei peptidi ACE-inibitori BPP5a e teprotide. Sulla base di queste scoperte, si svilupparono nuovi ACE-inibitori non peptidici. Nel 1974, è stato descritto per la prima volta l'ACE-inibitore captopril, nell'ambito di un'importante ricerca di principi attivi (Screening) dell'azienda farmaceutica Squibb. Nel 1981, il captopril è stato introdotto in terapia come primo ACE-inibitore. Due anni dopo, è stato introdotto sul mercato l'enalapril, il secondo ACE-inibitore.
Grazie al grande successo terapeutico ed economico dei farmaci captopril ed enalapril, si è sviluppata una 2ª generazione di ACE-inibitori, disponibili in commercio dall'inizio degli anni '90 (es. lisinopril e ramipril).

### Significato economico
In Germania, circa il 20 % della popolazione e circa una persona su due oltre i 55 anni d'età assumono farmaci per il trattamento dell'ipertensione arteriosa. Circa il 35 % dei pazienti ipertesi viene trattato con un ACE-inibitore in monoterapia e circa il 55 % in associazione con un altro farmaco antipertensivo.
Negli USA nel 2001 sono state prescritte 114 milioni di confezioni di ACE-inibitori. Ciò corrisponde a un fatturato complessivo di circa 4,3 miliardi di dollari statunitensi. La percentuale maggiore è dovuta alla vendita dell'ACE-inibitore lisinopril (47%), seguito dall'enalapril (17%), dal captopril e dal ramipril (entrambi al 9%). Nel mercato tedesco, caratterizzato dai farmaci generici, domina invece il farmaco enalapril.

## Farmacologia

### Campi d'applicazione
Gli ACE-inibitori vengono impiegati soprattutto nella terapia dell'ipertensione arteriosa. Per quest'indicazione, gli ACE-inibitori vengono considerati farmaci di prima scelta, somministrati da soli (monoterapia) o assieme ad altri antipertensivi (terapia combinata, soprattutto con diuretici o con calcio-antagonisti). Al contrario, nelle forme di ipertensione che si accompagnano a livelli diminuiti di renina nel plasma sanguigno (es. Sindrome di Conn), gli ACE-inibitori mostrano un effetto insufficiente.
Inoltre, gli ACE-inibitori hanno dimostrato, in numerosi importanti studi clinici, di poter prolungare la vita del paziente anche nell'insufficienza cardiaca cronica. Ciò è dovuto, probabilmente, alla riduzione del postcarico e alla diminuzione della tensione parietale del muscolo cardiaco a causa della riduzione di angiotensina II.
Anche dopo un infarto miocardico vengono impiegati gli ACE-inibitori.
Un'altra indicazione degli ACE-inibitori è la nefropatia diabetica. Attualmente, solo il captopril possiede l'approvazione per quest'indicazione.
Nei soggetti di pelle nera tutti gli ACE-inibitori risultano decisamente meno efficaci nel controllo della pressione arteriosa, rispetto all'azione esercitata nei soggetti caucasici. Si deve anche tenere presente che in tali pazienti gli ACE-inibitori possono più facilmente causare la comparsa di angioedema.

#### Aspetti di medicina intensiva
In medicina intensiva, si è dimostrato che i pazienti che vengono trattati con ACE-inibitori prima del ricovero nel reparto di medicina intensiva, spesso richiedono un consumo più elevato di catecolamine, per stabilizzare la pressione arteriosa media. La ragione sarebbe una carenza di vasopressina, da ricondurre alla precedente terapia con ACE-inibitori.
Mediante terapia sostitutiva con vasopressina, specialmente nei pazienti che si trovano in un dilemma riguardante le catecolamine, si può spesso ridurre rapidamente il fabbisogno catecolaminico (se non sussistono altre ragioni che giustifichino la bassa pressione arteriosa) e, successivamente, sospendere gradualmente la vasopressina entro 12 - 24 ore.

### Meccanismo d'azione
Il meccanismo d'azione degli ACE-inibitori si basa sull'inibizione dell'enzima di conversione dell'angiotensina. Nell'organismo, quest'enzima ha due compiti principali. Da un lato, è responsabile della sintesi dell'octapeptide (peptide composto da 8 amminoacidi) angiotensina II, che è un vasocostrittore, a partire da un suo precursore inattivo, il decapeptide (10 amminoacido|amminoacidi) angiotensina I, mediante scissione dei due amminoacidi C-terminali; dall'altro, catalizza la degradazione del mediatore bradichinina in prodotti inattivi.
L'inibizione dell'enzima di conversione dell'angiotensina ha come conseguenza una diminuzione della concentrazione dell'angiotensina II in corrispondenza dei recettori per l'angiotensina (AT1 e AT2). A ciò consegue in primo luogo la caduta del tono dei vasi sanguigni e la diminuzione della pressione arteriosa. Inoltre, la riduzione dei livelli di angiotensina II porta a una diminuzione della liberazione di aldosterone dalla corteccia surrenale e, quindi, influisce sul bilancio idrico (vedere anche sistema renina-angiotensina-aldosterone). A livello cellulare, si può osservare una regressione degli effetti mitogeni, mediati dall'angiotensina II, sui fibroblasti e sui miociti del cuore, che soprattutto dopo un infarto miocardico portano ad alterazioni sfavorevoli (rimodellamento ventricolare).
Nelle malattie renali, quali la nefropatia diabetica, gli ACE-inibitori portano a una diminuita eliminazione di proteine (proteinuria) e impediscono, almeno in parte, la progressione della malattia (nefroprotezione). Questo effetto di notevole importanza clinica è dovuto alla maggiore azione vasodilatante degli ACE-inibitori sull'arteriola efferente del glomerulo rispetto all'arteriola afferente, con conseguente riduzione della pressione intraglomerulare. Ciò riduce la perdita di proteine dal rene e fa sì che la progressione della malattia sia rallentata.
L'inibizione della degradazione della bradichinina porta, al contrario, al suo accumulo e agli effetti collaterali collegati.
Tramite l'inibizione dell'enzima di conversione dell'angiotensina (ACE), gli ACE-inibitori portano a due effetti principali, tra loro indipendenti. Da un lato, portano a riduzione della produzione dell'angiotensina II dall'angiotensina I; dall'altro, inibiscono anche la degradazione della bradichinina, provocandone l'accumulo.

#### Effetti nell'ipertensione
Gli effetti nell'ipertensione sono tutti legati a:
- riduzione della produzione di angiotensina II;
- riduzione dell'attività dei recettori angiotensina I;
- riduzione delle resistenze periferiche, della pressione arteriosa media, della diastolica e della sistolica.

Pertanto se è necessario ridurre la pressione arteriosa di 5-7 mmHg si può procedere con la dieta e l'attività fisica per raggiungere l'obbiettivo; se invece di 10 mmHg bisognerà aggiungere un ACEi.
Gli effetti della riduzione non appariranno subito ma in modo ritardato. Il fatto che ciò avvenga lentamente consente di avere riflessi barorecettoriali e cardiovascolari non compromessi, quindi non si avranno forti risposte compensatorie simpatiche o alterazioni significative della frequenza cardiaca o della concentrazione di adrenalina.
C'è una cooperazione tra diuretici e ACE inibitori, poiché se il diuretico depleta il sodio, e la deplezione di sodio potenzia la perdita di renina, gli ACE inibitori associati ai diuretici hanno un effetto sinergico specifico per l'ipertensione.

#### Effetti nell'insufficienza cardiaca
Gli ACEi:
- riducono il postcarico e lo stress di parete
- aumentano la gittata
- distendono le arterie
- riducono la frequenza
- riducono le resistenze renali
- hanno effetto diuretico
- riducono il volume dei liquidi e la veno-dilatazione
- riducono la dilatazione ventricolare
- riducono la pressione polmonare
- migliorano la risposta all'esercizio fisico
- riducono l'ipertono simpatico.

Tutto ciò si può ulteriormente tradurre in una riduzione degli eventi di infarto, ictus e morte conseguenti, in pazienti con diabete, patologie cardiovascolari ecc.

#### Effetti nel diabete di tipo 1
Nei casi di diabete gli ACEi:
- prevengono e rallentano la nefropatia
- rallentano la retinopatia diabetica

#### Effetti nella sclerodermia
Gli effetti in caso di sclerodermia si manifestano con un rallentamento dei problemi tipici di tale patologia autoimmune sulla filtrazione glomerulare.

### Meccanismo d'azione molecolare
È stato possibile anche chiarire il meccanismo d'azione molecolare degli ACE-inibitori. Questo si basa sulla somiglianza degli ACE-inibitori a un'estremità della catena peptidica dell'angiotensina I. Di conseguenza, gli ACE-inibitori vengono scambiati dall'enzima di conversione dell'angiotensina per il suo substrato fisiologico angiotensina I. Ma, al contrario del substrato fisiologico, gli ACE-inibitori non vengono trasformati dall'enzima e lo bloccano.
| |
| Meccanismo d'azione molecolare degli ACE-inibitori: Gli ACE-inibitori (es. enalaprilato, a destra) non si legano al substrato angiotensina I (a sinistra), ma alla tasca di legame dell'enzima di conversione dell'angiotensina (ACE, blu), bloccando l'enzima stesso. |

### Farmacocinetica
Per quanto riguarda la farmacocinetica, gli ACE-inibitori si distinguono l'uno dall'altro, in base alle loro differenze chimiche. La maggior parte degli ACE-inibitori attualmente disponibili sono profarmaci. Ciò significa che questi dopo un assorbimento dal 20% (ramipril) fino al 100%, devono essere attivati nell'organismo da enzimi (vedere Chimica). Solo il captopril e il lisinopril non hanno bisogno di questo passaggio di attivazione. I massimi livelli plasmatici delle forme attive vengono raggiunti dopo 1-8 ore. Le emivite plasmatiche oscillano tra 2 (captopril) e 40 ore (spirapril). Corrispondentemente varia anche la durata d'azione (8-48 ore). Tutti gli ACE-inibitori vengono eliminati soprattutto attraverso il rene. Inoltre, il fosinopril, il moexipril e lo spirapril mostrano una consistente escrezione biliare (eliminazione attraverso la colecisti).

### Effetti collaterali
La maggior parte degli effetti collaterali degli ACE-inibitori vengono messi in relazione con una ritardata degradazione e accumulo di bradichinina da parte degli ACE-inibitori. Di questi fanno parte le reazioni cutanee, quali ad esempio gli esantemi (0,1 - 1%) e l'orticaria (0,01 - 0,1%). Tuttavia, gravi reazioni allergiche cutanee vengono osservate raramente (< 0,01%). Anche l'effetto collaterale ritenuto tipico degli ACE-inibitori, la comparsa di edemi angioneurotici, viene osservato raramente (0,01 - 0,1%).
Anche la maggior parte degli effetti collaterali che colpiscono le vie respiratorie può essere messa in relazione con un accumulo di bradichinina. Di questi fanno parte tosse secca, raucedine e mal di gola (0,1 - 1%). Anche se raramente, possono comparire attacchi di asma e dispnea. (0,01 - 0,1%).
Durante la terapia con ACE-inibitori si può avere, indipendentemente dalla bradichinina, una diminuzione troppo marcata della pressione arteriosa. Come conseguenza, si possono osservare occasionalmente vertigini, mal di testa e confusione (0,1 - 1%). In casi isolati, sono stati riportati gravi episodi cardiocircolatori, quali angina pectoris, infarto miocardico e sincope.
Come conseguenza dell'azione sul bilancio idro-elettrolitico, si possono osservare occasionalmente disturbi funzionali del rene (0,1 - 1%). Tuttavia, una proteinuria (eliminazione di proteine nelle urine) è stata osservata solo raramente (0,01 - 0,1%).
Con l'azione sul sistema renina-angiotensina-aldosterone, che porta a riduzione della sintesi di aldosterone, è possibile spiegare un altro effetto indesiderato degli ACE-inibitori: l'aldosterone potenzia il riassorbimento di sodio e di acqua nel rene, mentre favorisce l'eliminazione di potassio. In presenza di una diminuita concentrazione di aldosterone, si manifesta l'effetto contrario: aumentata eliminazione di sodio e acqua attraverso il rene, mentre il potassio si accumula nell'organismo. Di conseguenza, può comparire un'iperpotassiemia, pericolosa soprattutto per il cuore. Raramente, compare anche un'iponatriemia.
Siccome gli ACE-inibitori possono provocare in gravidanza, tra l'altro, disturbi dello sviluppo e della formazione ossea del nascituro, accompagnati a un'aumentata mortalità, gli ACE-inibitori non vanno assunti in questo periodo e vanno sostituiti da altre misure terapeutiche idonee.

### Interazioni
Gli ACE-inibitori potenziano gli effetti collaterali che alterano il quadro ematico dei farmaci ad azione immunosoppressiva (immunsoppressivi, citostatici e glucocorticoidi). Gli ACE-inibitori potenziano anche l'effetto ipoglicemizzante degli antidiabetici orali e dell'insulina.
Come conseguenza dell'azione sul bilancio idro-elettrolitico, l'eliminazione di litio può risultare rallentata. Si può osservare anche un potenziamento dell'aumento dei livelli di potassio nell'uso combinato di diuretici risparmiatori di potassio.
Nell'associazione con altri farmaci antipertensivi, bisogna tener conto di una maggiore riduzione della pressione arteriosa. Effetti sinergici, usati anche in terapia, compaiono specialmente con i diuretici e con gli inibitori dei canali del calcio. In casi isolati, si è osservata una diminuzione dell'effetto antipertensivo degli ACE-inibitori dopo una dieta ricca di sale.

### Vantaggi degli ACE inibitori
I vantaggi nell'usare gli ACEi rispetto ad altri farmaci stanno nel fatto che:
- rispetto ad altri farmaci vasodilatatori non hanno attività simpaticolitica
- rispetto ai diuretici non interferiscono sui livelli di acido urico, glucosio, lipidi
- rispetto ai beta-bloccanti non si manifesta letargia, debolezza, disfunzioni sessuali.

## Farmaci
Al febbraio 2014, in Italia sono approvati come medicamenti i seguenti ACE-inibitori (nel link è indicato il principio attivo, in minuscolo i relativi nomi commerciali):
- Benazepril: Cibacen, Zinadril cpr 5–10 mg; Tenkuoren cpr 10 mg; Benazepril (generico) cpr 5–10 mg
- Captopril: Capoten cpr 25 mg; Captopril (generico) cpr 25–50 mg
- Cilazapril: Inibace, Initiss cpr 5 mg
- Delapril: Delaket 15-30 cpr 15–30 mg
- Enalapril: Converten, Enapren, Lanex, Naprilene, Silverit cpr 5–20 mg; Enalapril (generico) cpr 5–20 mg
- Fosinopril: Fosipres cpr 10–20 mg; Eliten, Tensogard cpr 20 mg; Fosinopril (generico) cpr 20 mg
- Lisinopril: Nosilix cpr 5 mg; Alapril, Prinivil, Listen, Zestril cpr 5–20 mg; Lisinopril (generico) cpr 5–20 mg
- Moexipril: Femipres cpr 15 mg
- Perindopril: Prenessa cpr 4–8 mg; Coversyl, Procaptan cpr 5–10 mg; Perindopril (generico) cpr 4–8 mg
- Quinapril: Accuprin, Acequin, Quinazil cpr 5–20 mg; Quinapril (generico) cpr 5–20 mg
- Ramipril: Eclipse, Herzatec, Norapril, Quark, Triatec, Unipril cpr 2.5-5-10 mg; Krupil cpr 5–10 mg; Ramipril (generico) cpr 2.5-5-10 mg
- Spirapril: Setrilan cpr 6 mg
- Trandolapril: Gopten cpr 0.5–2 mg; Trandolapril (generico) cpr 2 mg
- Zofenopril: Bifril, Zantipres, Zopranol cpr 7.5–30 mg; Zofenopril (generico) cpr 30 mg

## Alternative
Le nuove sostanze del gruppo degli AT1-antagonisti non inibiscono più l'enzima di conversione dell'angiotensina, ma agiscono in maniera antagonista sul sottotipo 1 dei recettori dell'angiotensina II, in modo che gli effetti collaterali compaiano il più raramente possibile. Gli antagonisti AT1 sono, però, attualmente molto più costosi degli ACE-inibitori e finora non li hanno potuti sostituire. La migliore tollerabilità consiste nel fatto che non agiscono sul sistema della bradichinina.
Un altro nuovo sito d'attacco è l'inibizione della renina, enzima prodotto nel rene, responsabile della sintesi dell'angiotensina I. Aliskiren è un inibitore selettivo di questo enzima e del tutto recentemente è stato introdotto in commercio anche in Italia.